# 유흘
유흘(劉齕, ? ~ 기원전 113년)은 전한 중기의 제후로, 대경왕의 증손이자 종정 유통의 아들이다.

## 생애
경제 6년(기원전 151년), 유통의 뒤를 이어 덕후(德侯)에 봉해졌다.
원정 4년(기원전 113년)에 죽으니 시호를 강(康)이라 하였고, 작위는 아들 유하가 이었다.

## 출전
- 사마천, 《사기》 권18 고조공신후자연표
- 반고, 《한서》 권15상 왕자후표 上

| 선대 아버지 덕경후 유통 | 전한의 덕후 기원전 151년 ~ 기원전 113년 | 후대 아들 유하 |